# Герб Сафакулевского района
Герб Сафакулевского района Курганской области Российской Федерации — опознавательно-правовой знак, служащий официальным символом Сафакулевского района Курганской области Российской Федерации.
Герб утверждён решением Сафакулевской районной Думы от 12 февраля 2009 года № 234.
Решением Сафакулевской районной Думы от 28 августа 2018 года № 52  утверждено новое Положение о гербе и признано утратившим силу решение от 12 февраля 2009 года № 234, при этом описание герба и его внешний вид не изменились.

## Описание
В зеленом поле с лазоревой волнисто-тонко окаймленной серебром оконечностью золотой пшеничный колос.

## Символика
Богата история Сафакулевского района, берущая своё начало из глубины веков от кочующих племён сарматов (бронзовый век). Наиболее заметное заселение территории, на которой расположен наш район, началось около 600—700 лет назад. Первыми поселенцами были башкиры и татары. Позже появились русские, немцы, украинцы.
Наличие плодородных земель привлекало переселенцев сюда из различных уголков России, особенно с Поволжья и Прикамья. Люди группами бежали в необжитые, дикие края, ища спасения от насильственной христианизации или других притеснений со стороны завоевателей, князей и местной знати. Это как бы определило и состав населения, и профиль его занятий. Наши предки выращивали рожь, ячмень, пшеницу. Пасли на пастбищах многочисленные табуны лошадей, крупного рогатого скота, овец.
Поэтому основной цвет герба — зелёный символизирует надежду, изобилие, свободу, плодородие. 
Зелёный цвет — это один из основных цветов герба Курганской области, в состав которой входит Сафакулевский район.
Золотой колос, устремленный вверх символизирует то, что Сафакулевский район развивается, исторически занимается сельскохозяйственным производством.
Колос из 13 зерен символизирует также то, что  13 сельских муниципальных образований входят в состав Сафакулевского района.
Извилистая серебристая полоса – это символ благородства, откровенности и правдивости. Также является символом река Чумляк, которая протекает по территории района. 
Оконечность геральдического щита лазоревая — символ великодушия, честности, верности.